# Vic Grimes
Vic Grimes (født d. 3. januar 1963) er en amerikansk fribryder, bedst kendt som Key i WWF, og som sig selv i bl.a. ECW og XPW. Vic Grimes er berygtet for hans vanvittige fald fra 25 meters højde i en wrestling kampe, hvor han ramte ved siden af de platforme af borde der skulle have taget hans fald. 